# Nihon Bussan
 (janvier 2021).
Si vous disposez d'ouvrages ou d'articles de référence ou si vous connaissez des sites web de qualité traitant du thème abordé ici, merci de compléter l'article en donnant les références utiles à sa vérifiabilité et en les liant à la section « Notes et références ».
Nihon Bussan Co., Ltd. (日本物産株式会社 Nihon Bussan Kabushikigaisha) est un fabricant japonais de jeux vidéo, souvent appelé également Nichibutsu (ニチブツ).

## Liste des jeux Nichibutsu

### Shoot them up
- 1978 Moon Base

#### Années 1980
- Moon Alien (1980)
- Moon Alien 2 (1980)
- Moon Cresta (1980)
- Moon Alpha (1980)
- Moon Raker (1980)
- Moon Quasar (1980)
- Moon Shuttle (1981)
- Space Fighter X (SF-X) (1983)
- Tube Panic (1983)
- Terra Cresta (1985)
- Ufo Robo Dangar (1986)
- Mag Max (1986) - Ce jeu est également sorti sur Nintendo NES en 1988.
- Seicross (1986) - Ce jeu est également sorti sur Nintendo NES en 1988.
- Soldier Girl Amazon (aka Sei Tenshi Amatelass) (1986)
- Terra Force (1987)
- Legion (1987)
- Armed Formation F (1988)
- Big Fighter (1988)
- Terra Cresta 3D[1] (1996)

### Action
- Crazy Climber (1980)

Une version de ce jeu est également sorti sur Atari 2600.
- Frisky Tom (en) (1981)
- Wiping (aussi connu sous le nom de  "Rug Rats") (1982)
- Galivan (aussi connu sous le nom de "Cosmo Police Galivan") (1985)
- Cosmo Police Galivan (1988)
- Cosmo Police Galivan II: Arrow of Justice (1993)
- EXPERT (1996)

- Booby Kids (en) (aka Kid no HORE HORE Dai Sakusen) (1987)

Une version de ce jeu est également sortie sur Nintendo Famicom, en 1987.
- Crazy Climber 2 (1988)

### Quiz
- Hihoo! (1987)
- Hihoo!2 (1987)
- Quiz DE Date (1991)
- Miracle Q (1991)
- Kotaemon kachi (1991)
- TECHNO・DOOL (1991)

### Puzzle
- Oh! Pyepee (1988)
- Tougenkyou (1988)
- Pairs (1989)

### Sports
- F1 Circus MD (1991)
- F1 Circus CD (1994)

### Mahjong (seulement les jeux notables)
- Jangō Lady (1983)
- Second Love (1986)
- Mahjong Triple Wars (1990)
- Mahjong Vanilla Syndrome (1991)
- Sailor Wars (1994)